# Laguna de Paoay
La Laguna de  Paoay (Paoay Lake National Park) está situada en el municipio filipino  de Paoay, una ciudad costera situada en el extremo noroeste de la isla de Luzón, en la Región Administrativa de Ilocos, también denominada Región I.

## Geografía
Se trata del lago de mayor extensión de la provincia y tiene la condición de parque nacional.
Tiene una superficie de 387,5 hectáreas y en sus orillas se encuentran cinco barangays. 
Su profundidad media está comprendida entre 3 y 5 metros, teniendo el punto más profundo 7,5 m de profundidad.

## Historia
Ocupa el lugar del que fuera próspero barrio de San Juan de Sahagún. Un terremoto la destruyó, para algunos el materialismo de su gente había enfurecido a Dios que hundió la ciudad.

## Museo de Ferdinad Marcos
En las orillas del lago se encuentra la mansión propiedad de la familia del que fuera presidente Ferdinand Marcos, está situada junto al campo de golf Paoay Golf Course y popularmente es conocida como el Malacañang of the North. Alberga un museo temático.